# John Shalikashvili
John Malchase David Shalikashvili (gruz. ჯონ მალხაზ დევიდ შალიკაშვილი, trb. dżon malchaz dewid szalikaszwili, trl. j’on malkhaz devid shalik’ashvili, ur. 27 czerwca 1936 w Warszawie, zm. 23 lipca 2011 w Tacomie) – amerykański generał, w latach 1993–1997 Przewodniczący Kolegium Połączonych Szefów Sztabów.

## Życiorys

### Rodzina, dzieciństwo i młodość
Pochodzi z gruzińskiej rodziny szlacheckiej. Jego ojciec, książę Dimitri Szalikaszwili (1896–1978), służył w Armii Imperium Rosyjskiego. Po rewolucji październikowej Dimitri Szalikaszwili został podporucznikiem w armii Demokratycznej Republiki Gruzji. W 1921 roku, w momencie aneksji Gruzji przez Rosję Radziecką, służył w misji dyplomatycznej w Turcji. Następnie wyemigrował do Polski, gdzie założył rodzinę i służył w Wojsku Polskim jako gruziński oficer kontraktowy. Po ukończeniu Wyższej Szkoły Wojennej w Warszawie służył w stopniu rotmistrza dyplomowanego w 1 Pułku Szwoleżerów Józefa Piłsudskiego. We wrześniu 1939 Dimitri Szalikaszwili brał udział w kampanii wrześniowej. W 1941 wstąpił do Legionu Gruzińskiego, organizowanego w ramach Legionów Wschodnich Wehrmachtu. Jego oddział został następnie włączony do SS-Waffengruppe Georgien i przeniesiony do Normandii, gdzie dostał się do niewoli alianckiej. Jego rodzina – żona Maria z dziećmi przebywała w Warszawie, a w 1944 ewakuowała się do Niemiec, gdzie następnie spotkała się z Dimitrim.
John Shalikashvili urodził się w 1936 roku w Warszawie pod imieniem Jan. W 1944 roku wraz z rodziną uciekł do Niemiec przed Armią Czerwoną. Po zwolnieniu ojca z niewoli w 1952 roku rodzina Szalikaszwilich wyemigrowała do Stanów Zjednoczonych, gdzie Dimitri znalazł pracę w koncernie energetycznym Ameren, a Maria została zatrudniona jako urzędniczka w Commercial National Bank. Rodzina osiadła w Peorii w stanie Illinois. John Shalikashvili uczęszczał do lokalnej szkoły, a następnie studiował na Uniwersytecie Bradley. W 1958 uzyskał dyplom inżyniera mechanika. W tym samym roku rodzina uzyskała amerykańskie obywatelstwo. W 1970 uzyskał magisterium w dziedzinie stosunków międzynarodowych na George Washington University.

### Kariera wojskowa
W lipcu 1958 otrzymał powołanie do służby wojskowej. Rok później ukończył szkołę oficerską i otrzymał awans na podporucznika. Służył w oddziałach artylerii, m.in. na stanowiskach dowódcy plutonu i baterii. W latach 1968–1969 był oficerem sztabowym w Wietnamie. Następnie studiował w Naval War College w Newport w stanie Rhode Island.
Od 1970 służył jako oficer artylerii, a od 1975 jako dowódca batalionu w 9. Dywizji Piechoty w Forcie Lewis. W 1977 uczęszczał do U.S. Army War College oraz dowodził artylerią 1. Dywizji Pancernej w Niemczech. Następnie został zastępcą dowódcy dywizji. W 1987 objął stanowisko dowódcy 9. Dywizji Piechoty w Forcie Lewis.
W 1991, po zakończeniu wojny w Zatoce Perskiej objął dowództwo Operacji Provide Comfort, mającej na celu ochronę ludności kurdyjskiej w północnym Iraku.
W 1993 został mianowany przez prezydenta Billa Clintona na stanowisko Przewodniczącego Kolegium Połączonych Szefów Sztabów. Obowiązki objął 25 października 1993. We wrześniu 1997 przeszedł w stan spoczynku.

### W stanie spoczynku
W 2004 był doradcą w kampanii prezydenckiej Johna Kerry'ego. Pracował jako profesor wizytujący w Center for International Security and Cooperation na Uniwersytecie Stanforda oraz jako dyrektor w Russell Investments, L-3 Communications, Inc., Plug Power Inc., United Defense, Inc. oraz w National Bureau of Asian Research. 7 sierpnia 2004 przeszedł poważny udar mózgu.

## Odznaczenia
- Combat Infantry Badge
- Parachutist Badge
- Office of the Joint Chiefs of Staff Identification Badge
- Army Staff Identification Badge
- Defense Distinguished Service Medal – czterokrotnie
- Distinguished Service Medal
- Legia Zasługi – trzykrotnie
- Brązowa Gwiazda z odznaką waleczności
- Meritorious Service Medal – czterokrotnie
- Air Medal
- Joint Service Commendation Medal
- Army Commendation Medal
- Prezydencki Medal Wolności
- National Defense Service Medal – dwukrotnie
- Armed Forces Expeditionary Medal
- Vietnam Service Medal
- Southwest Asia Service Medal
- Humanitarian Service Medal
- Army Service Gibbon
- Overseas Service Ribbon
- Inter-American Defense Board Medal
- Krzyż Wielki Orderu Zasługi Rzeczypospolitej Polskiej (1997)[3]
- Meritorious Service Medal (Kanada)
- Vietnam Gallantry Cross Unit Citation (Wietnam Południowy)
- Armed Forces Honor Medal (Wietnam Południowy)
- Medal „Za kampanię w Wietnamie” (Wietnam Południowy)
- Order Lwa Białego grupy wojskowej III klasy (Czechy, 1998)